# Sydney Irving, Baron Irving of Dartford
Sydney Irving, Baron Irving of Dartford PC DL (* 1. Juli 1918; † 18. Dezember 1989) war ein britischer Politiker der Labour Party, der mit Unterbrechungen zwanzig Jahre lang Abgeordneter sowie zeitweilig stellvertretender Sprecher des House of Commons war und 1979 als Life Peer aufgrund des Life Peerages Act 1958 Mitglied des House of Lords wurde.

## Leben

### Abgeordneter und stellvertretender Sprecher des Unterhauses
Irving absolvierte nach dem Besuch der Pendower School ein Studium der Wirtschaftswissenschaften an der London School of Economics (LSE), das er mit einem Bachelor of Science in Economics (B.Sc.Econ.) abschloss. Nach der Ausbildung zum Offizier einer Offiziersausbildungseinheit trat er am 9. März 1940 seinen Militärdienst als Unterleutnant im West Yorkshire Regiment (Prince of Wales’s Own) an. Zuletzt wurde er zum Hauptmann befördert.
Nach Kriegsende war er als Lehrer und Lecturer tätig. Daneben engagierte er sich in der Kommunalpolitik und war zeitweilig Mitglied des Rates des Municipal Borough Dartford.
Irving wurde bei den Unterhauswahlen vom 26. Mai 1955 als Kandidat der Labour Party im Wahlkreis Dartford erstmals als Abgeordneter in das House of Commons gewählt und konnte sich dabei mit 25.928 Stimmen (54,4 Prozent) deutlich gegen den Gegenkandidaten der Conservative Party, P. E. Walker, durchsetzen, auf den 21.730 Wählerstimmen (45,6 Prozent) entfielen. Er vertrat diesen Wahlkreis zunächst fünfzehn Jahre lang bis zur Unterhauswahl am 18. Juni 1970. Während dieser Zeit war er zunächst zwischen 1959 und 1964 Parlamentarischer Geschäftsführer (Whip) und im Anschluss von 1964 bis 1966 stellvertretender Parlamentarischer Hauptgeschäftsführer der Fraktion (Deputy Chief Whip) der Labour Party im Unterhaus. Daneben bekleidete er in dieser Funktion zwischen 1964 und 1966 auch das Amt des Treasurer of the Household.
Nach dem Wahlsieg seiner Partei bei den Unterhauswahlen am 31. März 1964 wurde Irving am 21. April 1966 erstmals stellvertretender Sprecher (Deputy Speaker) des Unterhauses und behielt diese Funktion bis zum 2. Juli 1974. Zugleich war er zunächst vom 21. April 1966 bis zum 30. Oktober 1968 stellvertretender Vorsitzender sowie im Anschluss vom 30. Oktober 1968 bis zum 2. Juli 1970 Vorsitzender des einflussreichen Unterhausausschusses für Wege und Mittel (Chairman of Ways and Means).

### Wahlniederlagen, Wiedereinzug ins Unterhaus und Oberhausmitglied
Bei den Unterhauswahlen vom 18. Juni 1970 erlitt Irving, der 1969 auch Privy Councillor wurde, eine knappe Niederlage gegen seinen Herausforderer von den konservativen Tories, Peter Trew: Während auf Trew 27.822 Stimmen (45,96 Prozent) entfielen, bekam er 27.262 Stimmen (45,03 Prozent) und verlor somit sein Unterhausmandat an Trew mit nur 560 Stimmen. 
Allerdings gelang es Irving bei den darauf folgenden Unterhauswahlen am 28. Februar 1974 den Wahlkreis Dartford mit einem Vorsprung von 3.654 Wählerstimmen zurückzuerobern: Während er diesmal 19.803 Stimmen (41,98 Prozent) bekam, entfielen auf Trew lediglich 16.149 Stimmen (34,24 Prozent). 
Nachdem er den Wahlkreis bei den Wahlen vom 10. Oktober 1974 mit 20.817 Stimmen (47,64 Prozent) deutlich gegenüber 15.331 (35,09 Prozent) auf Seiten seines konservativen Gegenkandidaten G. Bright verteidigen konnte, erlitt er bei den Unterhauswahlen am 3. Mai 1979 eine erneute Wahlniederlage. Bei dieser Wahl bekam Bob Dunn von der Conservative Party 21.195 Stimmen (45,87 Prozent), Irving nur 19.803 Stimmen (42,86 Prozent).
Am 26. Februar 1976 wurde er ferner zu einem der Deputy Lieutenants der Grafschaft Kent ernannt.
Durch ein Letters Patent vom 10. Juli 1979 wurde Irving nach seinem Ausscheiden aus dem Unterhaus aufgrund des Life Peerages Act 1958 als Life Peer mit dem Titel Baron Irving of Dartford, of Dartford in the County of Kent, in den Adelsstand erhoben  und gehörte bis zu seinem Tod dem House of Lords als Mitglied an. Seine offizielle Einführung (House of Lords) erfolgte am 10. Juli 1979 mit Unterstützung durch Hervey Rhodes, Baron Rhodes und George Darling, Baron Darling of Hillsborough.